# Павел Христов (политик)
Вижте пояснителната страница за други личности с името Павел Христов.
Павел Алексеев Христов е български политик от ГЕРБ. Народен представител от ГЕРБ в XLII, XLIII, XLIV, XLV, XLVI, XLVII и XLVIII народно събрание. Бил е общински съветник от ГЕРБ в община Варна, председател на Комисия „Младежки дейности и спорт“ в Общински съвет – Варна.

## Биография
Павел Христов е роден на 12 септември 1983 г. в град Варна, Народна република България. Средното си образование завършва в Първа езикова гимназия, след което висше образование със специалност „Информатика“, а след това придобива магистърска степен по управление на международни бизнес проекти във ВСУ „Черноризец Храбър“. След това работи като консултант по вътрешни процеси и ИТ в E.ON и мениджър в „Хюлет-Пакард“.
Той е сред учредителите на ГЕРБ, в периода от 2006 до 2012 г. е областен координатор на МГЕРБ – Варна, след което е административен секретар на ГЕРБ – Варна.